# Joseph Obama
Joseph Florent Obama (* 15. Dezember 1991 in Yaoundé) ist ein kamerunischer Fußballspieler.

## Karriere
Joseph Obama spielte bis Ende 2012 bei Buriram United. Wo er vorher gespielt hat, ist unbekannt. Der Verein aus Buriram spielte in der ersten Liga des Landes, der Thai League. 2012 stand er mit dem Verein im Finale des FA Cup (Thailand) und des Thai League Cup. Im Endspiel des FA Cup gewann man gegen Army United mit 2:1, im Endspiel des Thai League Cup besiegte man Ratchaburi FC mit 4:1. 2013 wechselte er zum Ligakonkurrenten Chainat Hornbill FC nach Chainat. 2015 verließ er Thailand. In Marokko unterschrieb er einen Vertrag bei Maghreb Tétouan. Der Klub aus Tétouan spielte in der höchsten Liga des Landes, der Botola. Nach zwei Jahren ging er wieder nach Thailand. Hier schloss er sich dem Drittligisten Udon Thani FC an. Mit dem Verein aus Udon Thani wurde er am Ende der Saison Vizemeister der Thai League 3 und stieg somit in die zweite Liga auf. Nach Vertragsende war er von Januar 2019 bis Juni 2019 vertrags- und vereinslos. Die Rückserie 2019 wurde er von dem Bangkoker Zweitligisten Customs United FC unter Vertrag genommen. Anfang 2020 verpflichtete ihn der Drittligist Muangkan United FC aus Kanchanaburi. Bei Muangkan stand er bis Ende 2020 unter Vertrag. Vom 1. Januar 2021 bis Anfang August 2022 pausierte er. Am 9. August 2022 nahm ihn der thailändische Zweitligist Rayong FC unter Vertrag. Für den Klub aus Rayong bestritt er 27 Zweitligaspiele. Zu Beginn der Saison 2023/24 wechselte er im Juni 2023 zum ebenfalls in der zweiten Liga spielenden Suphanburi FC.

## Erfolge
Buriram United
- Thailändischer Pokalsieger: 2011, 2012
- Thailändischer Ligapokalsieger: 2012

Udon Thani FC
- Thai League 3 – Upper: 2017 (Vizemeister)  ▲